# Station Bojanowo
Station Bojanowo is een spoorwegstation in de Poolse plaats Bojanowo.